# Vieillevigne (Loire-Atlantique)
Vieillevigne é uma comuna francesa na região administrativa da Pays de la Loire, no departamento de Loire-Atlantique. Estende-se por uma área de 51,76 km². Em 2010 a comuna tinha 4 031 habitantes (densidade: 77,9 hab./km²).